# STS Lê Quý Dôn

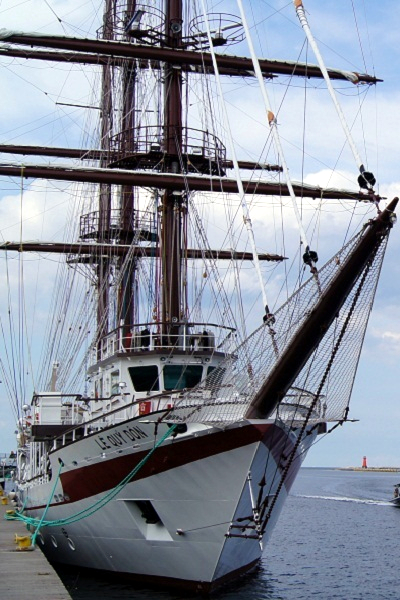
Lê Quý Dôn nad Kanałem Portowym w Nowym Porcie (3 września 2015)

Lê Quý Dôn – żaglowiec szkoleniowy zbudowany przez stocznię Marine Projects w Gdańsku. Żaglowiec wybudowany na zlecenie Polskiego Holdingu Obronnego sp. z o.o. (d. Bumar sp. z o.o.) dla Marynarki Wojennej Wietnamu. Zaprojektowany przez Zygmunta Chorenia. Jest trzymasztowym barkiem o powierzchni ożaglowania 1400 m².
W dziewiczy rejs wyruszył z mieszaną załogą z Gdyni 27 września 2015 roku i dotarł przez Kanał Panamski do 27 stycznia 2016 roku do Nha Trang w Wietnamie. 22 lutego został odebrany formalnie przez Akademię Marynarki Wojennej.